# Depandance
Depandance (též dependance) označuje vedlejší budovu ubytovacích zařízení, která tvoří s budovou hlavní jeden organizační celek. Hlavní budova zajišťuje pro depandanci plný rozsah služeb odpovídající příslušné kategorii a třídě (jednotný příjem hostů nebo stravování) a tato není vzdálena více než 500 metrů. Depandance nemůže být zařazena do jiné hvězdičkové kategorie než hlavní budova. Koncept je typický pro komplexy s pavilony, např. hotely či lázně.
Terminologie v českém prostředí vychází z doporučujících metodik vydávaných profesním svazem Asociace hotelů a restaurací České republiky na základě evropského systému Hotelstars. Metodiky jsou sestavovány pro pětiletá období s cílem stanovit minimální požadavky pro zařazení ubytovacího zařízení, aby se mohl spotřebitel v jejich výběru lépe orientovat.